# Freziera canescens
Freziera canescens är en tvåhjärtbladig växtart som beskrevs av Alexander von Humboldt och Bonpl., Kobuski. Freziera canescens ingår i släktet Freziera och familjen Pentaphylacaceae. Inga underarter finns listade i Catalogue of Life.